# Take It Back
Singles de Pink Floyd
One Slip / Terminal Frost / The Dogs of War (live)
(1988) High Hopes / Keep Talking / One of These Days (live)
(1994)
Pistes de The Division Bell
Wearing the Inside Out Coming Back to Life
Take It Back est une chanson du groupe de rock progressif britannique Pink Floyd. C'est le septième titre de l'album The Division Bell, en 1994. Contrairement au reste de l'album, cette chanson est plus proche du pop rock que du rock progressif.
Sortie le 16 mai 1994, Take It back atteint la 23e place dans les charts britanniques.

## Genèse
Les paroles laissent deviner qu'elle est une chanson d'amour et de passion. Elle raconte l'histoire d'un homme complètement obsédé par sa femme au point d'en vivre l'angoisse, la jalousie et les promesses intenable qui finit par tout détruire. C'est une des rares chansons de l'œuvre du groupe qui parle d'amour. 
Dans la partie instrumentale, on peut entendre, de façon très discrète, la comptine «Ring Around The Rosie».

## Réalisation
Take it back ressemble énormément a une chanson que l'on pourrait attendre de U2.[pas clair]
Cette sonorité qui introduit, conclus et de passage au milieu[pas clair] de la chanson résulte d'une combinaison de notes jouées à l'aide de EBow et utiliser en boucle pour la chanson. Gilmour a eu l'idée de passer ce sample à l'envers et d'y ajouter une énorme réverbération. 
Après avoir laissé le lead vocal à Rick dans Wearing the Inside Out, David reprend le chant avec un timbre rock et un peu agressif.

## Enregistrement
Britannia Row: Janvier 1993
Astoria: Février-mai Septembre-Décembre 1993
Metropolis Studio: Septembre-Décembre 1993
The Creek Recording Studio: Septembre-Décembre 1993

## Personnel
- David Gilmour - chant, guitare Fender Stratocaster, guitare Gibson acoustique
- Richard Wright - claviers
- Nick Mason - batterie, percussions
- Guy Pratt - basse
- Tim Renwick - guitare
- Jon Carin - programmation
- Sam Brown, Durga McBroom et Carol Kenyon - chœurs

## Liens
- Site officiel de Pink Floyd
- Site officiel de David Gilmour